# 로만 데이
로만 데이(Rhomann Dey)는 마블 코믹스가 출판하는 만화책의 등장인물이다. 잔다르에 거주하는 외계 생명체로, 2014년 영화 《가디언즈 오브 갤럭시》에는 존 C. 라일리가 연기한다.

## 다른 매체에서 데이

### 텔레비전
- 애니메이션 《가디언즈 오브 갤럭시》에서 에피소드 "Origins"에 등장하였으며, 목소리는 제프 베넷이 맡았다.

### 영화
- 2014년 영화 《가디언즈 오브 갤럭시》에서 존 C. 라일리가 연기하였다.